# Koh-Lanta : La Guerre des chefs
 (mai 2022).
- Si vous ne connaissez pas le sujet, laissez ce bandeau (vous pouvez alors contacter les auteurs).
- Si vous supprimez le contenu mis en cause (vous pouvez préalablement contacter les auteurs),

argumentez précisément cette suppression dans la page de discussion
(un manque de référence n'est pas un argument ; une recherche réelle de référence doit avoir été effectuée, être formellement documentée).
 (juin 2025).
 (juin 2025).
Koh-Lanta : La Guerre des chefs est la 20e édition régulière de l'émission de téléréalité Koh-Lanta, diffusée sur la chaîne de télévision française TF1 du 15 mars 2019 au 21 juin 2019, et composée exclusivement de candidats anonymes. Cette saison fut tournée pour la troisième fois aux Fidji.
Elle fait suite à la saison 19 précédemment annulée, qui devait comporter le même concept d'après les anciens candidats. Elle a été tournée dans l'archipel de Kadavu situé dans le pacifique, sur l'île Buliya, aux Fidji.
Cette édition est remportée par Maud face à Cindy, lors du conseil final, avec sept voix contre six et remporte ainsi 100 000 €.

## Tournage

### Production, organisation et casting

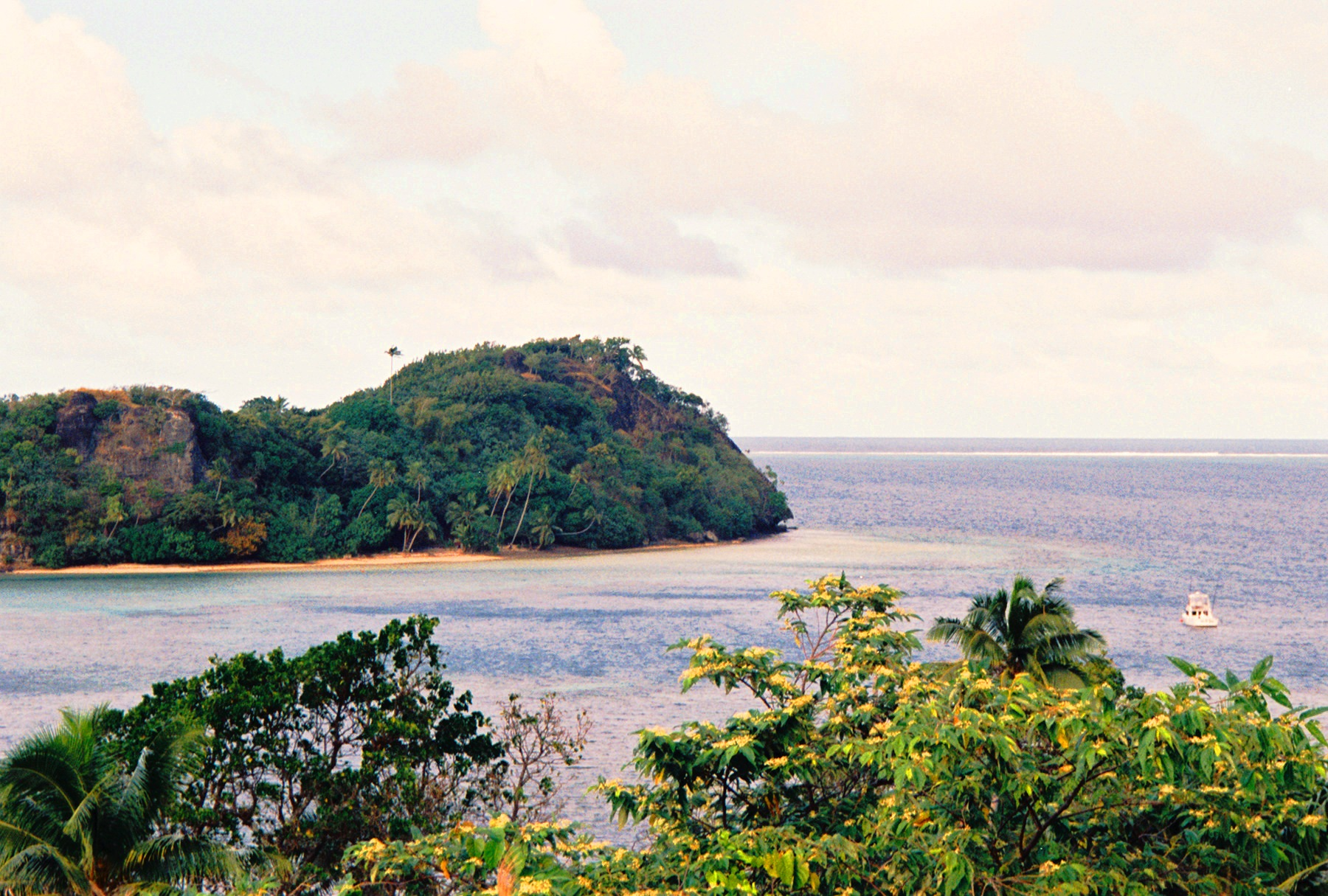
L'archipel Kadavu, aux Îles Fidji, lieu de tournage.

La saison a été tournée du 18 octobre 2018 au 28 novembre 2018.
Denis Brogniart, animateur historique de la série présente une fois de plus l'émission. Il possède le rôle d'animateur expliquant les règles aux candidats ainsi que de présentateur en voix off.

## Nouveautés
Pour la deuxième fois de l'histoire de Koh-Lanta, ce ne sont pas deux mais trois équipes qui s'affrontent : les Kama (rouges), les Tabuo (jaunes) et les Ikalu (bleus). Ce concept avait déjà été testé lors de l'édition au Cambodge.
Lors de cette saison , la première épreuve était celle des célèbres poteaux. Les 21 participants se sont affrontés sur cette épreuve , et les 3 vainqueurs devenaient les chefs. C'est la première et seule fois qu'il y a eu deux fois cette épreuve en une saison.
Lors de cette saison, un nouvel objet d'immunité fait son apparition, le bracelet d'immunité, ainsi qu'un nouveau concept, celui de "Chef de tribu". Les trois vainqueurs de la première épreuve remportent un statut de chef d'équipe, ainsi qu'un bracelet d'immunité individuel allant avec. Ces bracelets d'immunité peuvent être utilisés lors des conseils avant la réunification. Si le chef l'utilise, il perd son statut de chef, et un nouveau chef devra alors être choisi à l'unanimité par son équipe. Si celle-ci n'arrive pas à se mettre d'accord, ce sont les chefs des tribus adverses qui choisissent le nouveau chef.
Le chef a souvent un rôle déterminé et déterminant dans les épreuves et doit forcément y participer, sauf contre-indication médicale. Il choisit également les récompenses dans les épreuves de confort si sa tribu arrive première, à l'abri du regard des autres.

## Candidats
(mai 2025).
Les candidats de cette saison sont au nombre de 21, ils sont répartis dans trois équipes de 7 et ils sont âgés de 20 à 53 ans.
Les portraits des candidats ont été révélés le 19 février 2019[source secondaire souhaitée],[source secondaire souhaitée].
| Candidats | Candidats | Profession                    | Âge    | Localisation         | Tribu                                                             | Jury final                                                           | Départ                                                               |
| --------- | --------- | ----------------------------- | ------ | -------------------- | ----------------------------------------------------------------- | -------------------------------------------------------------------- | -------------------------------------------------------------------- |
| ♀         | Aliséa    | Étudiante en STAPS            | 20 ans | Ille-et-Vilaine      | - Ikalu (jour 2 – 5)                                              |                                                                      | Abandon médical,                                                     |
| ♀         | Carinne   | Coiffeuse                     | 45 ans | Calvados             | - Tabuo (jour 2 – 9)                                              | Abandon médical,[source secondaire souhaitée]                        |                                                                      |
| ♀         | Émilie    | Courtière en prêt             | 35 ans | Gironde              | - Kama (jour 1 – 9)                                               | Éliminée,[source secondaire souhaitée],[source secondaire souhaitée] |                                                                      |
| ♂         | Victor    | Moniteur de parachutisme      | 25 ans | Bas-Rhin             | - Kama (jour 2 – 6) - Éliminé (jour 6 – 9) - Tabuo (jour 9 – 12)  | Éliminé,[source secondaire souhaitée],[source secondaire souhaitée]  |                                                                      |
| ♀         | Chloé     | Poissonnière                  | 32 ans | Landes               | - Kama (jour 2 – 14)                                              | Éliminée,[source secondaire souhaitée]                               |                                                                      |
| ♂         | Xavier    | Technico-commercial           | 53 ans | Oise                 | - Kama (jour 2 – 16)                                              | Éliminé,[source secondaire souhaitée]                                |                                                                      |
| ♂         | Frédéric  | Photographe                   | 52 ans | Pas-de-Calais        | - Ikalu (jour 2 – 3) - Éliminé (jour 3 – 5) - Ikalu (jour 5 – 18) | 1er membre                                                           | Éliminé,[source secondaire souhaitée]                                |
| ♂         | Alexandre | Commercial                    | 28 ans | Seine-Saint-Denis    | - Kama (jour 2 – 18) - Tribu réunifiée (jour 18 – 19)             | 2e membre                                                            | Éliminé,[source secondaire souhaitée]                                |
| ♀         | Béatrice  | Joueuse de football           | 28 ans | Ille-et-Vilaine      | - Tabuo (jour 1 – 18) - Tribu réunifiée (jour 18 – 22)            | 3e membre                                                            | Éliminée,[source secondaire souhaitée]                               |
| ♂         | Brice     | Étudiant en école de commerce | 24 ans | Pyrénées-Atlantiques | - Ikalu (jour 2 – 18) - Tribu réunifiée (jour 18 – 25)            | 4e membre                                                            | Éliminé,[source secondaire souhaitée],[source secondaire souhaitée]  |
| ♀         | Sophie    | Kitesurfeuse                  | 34 ans | Portugal             | - Tabuo (jour 2 – 18) - Tribu réunifiée (jour 18 – 25)            | 5e membre                                                            | Éliminée[source secondaire souhaitée]                                |
| ♀         | Angélique | Gérante d'une pizzeria        | 24 ans | Alpes-Maritimes      | - Tabuo (jour 2 – 18) - Tribu réunifiée (jour 18 – 28)            | 6e membre                                                            | Éliminée[source secondaire souhaitée]                                |
| ♂         | Mohamed   | Chef d'entreprise             | 37 ans | Bas-Rhin             | - Ikalu (jour 2 – 18) - Tribu réunifiée (jour 18 – 31)            | 7e membre                                                            | Éliminé[source secondaire souhaitée]                                 |
| ♂         | Nicolas   | Agent commercial              | 35 ans | Belgique             | - Tabuo (jour 2 – 18) - Tribu réunifiée (jour 18 – 33)            | 8e membre                                                            | Éliminé[source secondaire souhaitée]                                 |
| ♂         | Maxime    | Agent de voyage               | 32 ans | Vienne               | - Ikalu (jour 1 – 18)                                             | 9e membre                                                            | Éliminé[source secondaire souhaitée]                                 |
| ♂         | Cyril     | Designer                      | 37 ans | Paris                | - Kama (jour 2 – 18) - Tribu réunifiée (jour 18 – 37)             | 10e membre                                                           | Éliminé[source secondaire souhaitée],                                |
| ♀         | Clo       | Saisonnière                   | 28 ans | Maine-et-Loire       | - Ikalu (jour 2 – 18) - Tribu réunifiée (jour 18 – 38)            | 11e membre                                                           | Éliminée[source secondaire souhaitée]                                |
| ♂         | Aurélien  | Cascadeur                     | 23 ans | Côtes-d'Armor        | - Tabuo (jour 2 – 18) - Tribu réunifiée (jour 18 – 38)            | 12e membre                                                           | Éliminé[source secondaire souhaitée]                                 |
| ♂         | Steeve    | Travailleur social            | 46 ans | Alpes-Maritimes      | - Tabuo (jour 2 – 18) - Tribu réunifiée (jour 18 – 39)            | 13e membre                                                           | Éliminé[source secondaire souhaitée]                                 |
| ♀         | Cindy     | Conseillère Financière        | 31 ans | Gironde              | - Ikalu (jour 2 – 18) - Tribu réunifiée (jour 18 – 39)            |                                                                      | Finaliste[source secondaire souhaitée],[source secondaire souhaitée] |
| ♀         | Maud      | Commerciale                   | 50 ans | Belgique             | - Kama (jour 2 – 18) - Tribu réunifiée (jour 18 – 39)             | Gagnante[source secondaire souhaitée],[source secondaire souhaitée]  |                                                                      |

## Déroulement
- Si vous ne connaissez pas le sujet, laissez ce bandeau (vous pouvez alors contacter les auteurs).
- Si vous supprimez le contenu mis en cause (vous pouvez préalablement contacter les auteurs),

argumentez précisément cette suppression dans la page de discussion
(un manque de référence n'est pas un argument ; une recherche réelle de référence doit avoir été effectuée, être formellement documentée).

### Bilan par épisode

#### Épreuves et conseil
| Épisode              | Diffusion     | Épreuves              | Épreuves            | Conseil               | Conseil       | Conseil       | Conseil |
| Épisode              | Diffusion     | Confort               | Immunité            | Autres chefs de tribu | Éliminé(s)    | Vote          | Départ  |
| -------------------- | ------------- | --------------------- | ------------------- | --------------------- | ------------- | ------------- | ------- |
| 1er épisode          | 15 mars 2019  | Béatrice              | Tabuo               | Béatrice et Émilie    | Frédéric      | 5-1-1         | Jour 3  |
| 2e épisode           | 21 mars 2019  | Ikalu                 | Tabuo               | Béatrice et Maxime    | Victor        | 4-3           | Jour 6  |
| 3e épisode           | 29 mars 2019  | Kama                  | Tabuo               | Béatrice et Maxime    | Émilie        | 3-2-1         | Jour 9  |
| 4e épisode           | 5 avril 2019  | Béatrice              | Ikalu               | Maxime et Alexandre   | Victor        | 4-3           | Jour 12 |
| 5e épisode           | 12 avril 2019 | Tabuo                 | Tabuo               | Béatrice et Maxime    | Chloé         | 4-1           | Jour 14 |
| 6e épisode           | 19 avril 2019 | Kama                  | Ikalu               | Maxime et Béatrice    | Xavier        | 3-1           | Jour 16 |
| 7e épisode           | 26 avril 2019 | Tabuo                 | Maud                |                       | Alexandre     | 6-5-3         | Jour 19 |
| 8e épisode           | 3 mai 2019    | Maxime                | Maxime              | Béatrice              | 8-3-2-1       | Jour 22       |         |
| 9e épisode           | 10 mai 2019   | Cindy et Nicolas      | Maud et Cyril       | Brice et Sophie       | 9-2-2         | Jour 25       |         |
| 10e épisode          | 17 mai 2019   | Équipe de Steeve      | Maxime              | Angélique             | 6-3-3         | Jour 28       |         |
| 11e épisode          | 24 mai 2019   | Maxime                | Maxime              | Mohamed               | 6-4           | Jour 31       |         |
| 12e épisode          | 31 mai 2019   | Maxime                | Aurélien            | Maxime                | 6-2           | Jour 34       |         |
| 13e épisode          | 14 juin 2019  | Steeve                | Aurélien            | Cyril                 | 3-3-1/3-3     | Jour 37       |         |
|                      |               | Épreuve d'orientation | Épreuve des poteaux | Conseil final         | Conseil final | Conseil final |         |
| 14e épisode (finale) | 21 juin 2019  | Steeve, Cindy et Maud | Cindy               | Maud                  | 7-6           | Vainqueur     |         |

|                    | Type d'épreuve | Gagnant  | Perdant | Épisode | Détails   |
| ------------------ | -------------- | -------- | ------- | ------- | --------- |
| Épreuves spéciales | Initiale       | Béatrice | Aucun   | 1er     | [ n° 17 ] |
| Épreuves spéciales | Pénalité       | Maxime   | Maud    | 10e     | [ n° 18 ] |
| Épreuves spéciales | Éliminatoire   | Steeve   | Nicolas | 12e     | [ n° 19 ] |

### Bilan des objets d'immunité

#### Colliers d'immunité
| Objets              | Localisation       | Propriétaire d'origine | Autre(s) propriétaire(s) | Utilisation | Utilisation | Utilisation | Votes annulés |
| Objets              | Localisation       | Propriétaire d'origine | Autre(s) propriétaire(s) | Statut      | Jour        | Épisode     | Votes annulés |
| Colliers d'immunité |                    |                        |                          |             |             |             |               |
| ------------------- | ------------------ | ---------------------- | ------------------------ | ----------- | ----------- | ----------- | ------------- |
| Colliers d'immunité | Épreuve d'immunité | Mohamed (jour 19)      | Aucun                    | Utilisé     | 19e         | 7e          | 0/14          |
| Colliers d'immunité | Camp des Tabuo     | Victor (jour 11 – 12)  | Béatrice (jour 12 – 22)  | Non utilisé | Non utilisé | Non utilisé | Non utilisé   |
| Colliers d'immunité | Camp des Tabuo     | Victor (jour 11 – 12)  | Steeve (jour 22 – 37)    | Utilisé     | 37e         | 13e         | 0/7           |
| Colliers d'immunité | Camp des Kama      | Cyril (jour 18 – 31)   | Aucun                    | Utilisé     | 31e         | 11e         | 6/10          |
| Colliers d'immunité | Camp des Ikalu     | Cindy (jour 8 – 37)    | Aucun                    | Utilisé     | 37e         | 13e         | 0/7           |

#### Bracelets d'immunité
| Objets               | Tribu | Chef de tribu            | Circonstance                    | Utilisation                   | Utilisation                   | Utilisation                   | Votes annulés                 |
| Objets               | Tribu | Chef de tribu            | Circonstance                    | Statut                        | Jour                          | Épisode                       | Votes annulés                 |
| -------------------- | ----- | ------------------------ | ------------------------------- | ----------------------------- | ----------------------------- | ----------------------------- | ----------------------------- |
| Bracelets d'immunité | Kama  | Émilie (jour 1 – 6)      | Épreuve initiale                | Utilisée                      | 6e                            | 2e                            | 0/7                           |
| Bracelets d'immunité | Kama  | Chloé (jour 7 – 9)       | Désignée par les chefs adverses | Utilisée                      | 9e                            | 3e                            | 2/6                           |
| Bracelets d'immunité | Kama  | Alexandre (jour 10 – 18) | Élu à l'unanimité par les Kama  | Désactivés à la réunification | Désactivés à la réunification | Désactivés à la réunification | Désactivés à la réunification |
| Bracelets d'immunité | Tabuo | Béatrice (jour 1 – 18)   | Épreuve initiale                | Désactivés à la réunification | Désactivés à la réunification | Désactivés à la réunification | Désactivés à la réunification |
| Bracelets d'immunité | Ikalu | Maxime (jour 1 – 18)     | Épreuve initiale                | Désactivés à la réunification | Désactivés à la réunification | Désactivés à la réunification | Désactivés à la réunification |

### Détails des votes
|                      | Tribus initiales | Tribus initiales | Tribus initiales | Tribus initiales | Tribus initiales | Tribus initiales | Tribus initiales | Tribus initiales | Tribus initiales | Tribu réunifiée | Tribu réunifiée | Tribu réunifiée | Tribu réunifiée | Tribu réunifiée | Tribu réunifiée | Tribu réunifiée | Tribu réunifiée | Tribu réunifiée | Tribu réunifiée | Tribu réunifiée | Tribu réunifiée | Tribu réunifiée | Tribu réunifiée | Tribu réunifiée |
| -------------------- | ---------------- | ---------------- | ---------------- | ---------------- | ---------------- | ---------------- | ---------------- | ---------------- | ---------------- | --------------- | --------------- | --------------- | --------------- | --------------- | --------------- | --------------- | --------------- | --------------- | --------------- | --------------- | --------------- | --------------- | --------------- | --------------- |
| ► Épisode            | 1                | 2                | 2                | 3                | 3                | 4                | 5                | 6                | 7                | 7               | 8               | 9               | 9               | 10              | 11              | 12              | 12              | 13              | 13              | 14              | 14              | 14              | Finaliste       | Vainqueur       |
| ► Éliminé ou abandon | Frédéric         | Aliséa           | Victor           | Carinne          | Émilie           | Victor           | Chloé            | Xavier           | Frédéric         | Alexandre       | Béatrice        | Brice           | Sophie          | Angélique       | Mohamed         | Nicolas         | Maxime          | Cyril           | Cyril           | Clo             | Aurélien        | Steeve          | Cindy           | Maud            |
| ► Votes              | 5/7              | 0                | 4/7              | 0                | 3/6              | 4/7              | 4/5              | 3/4              | 3                | 6/14            | 8/14            | 9/13            | 0               | 6/12            | 4/10            | 0               | 6/8             | /               | 3/6             | 0               | 0               | 1               | 6/13            | 7/13            |
| ▼ Candidats          | Votes            | Votes            | Votes            | Votes            | Votes            | Votes            | Votes            | Votes            | Votes            | Votes           | Votes           | Votes           | Votes           | Votes           | Votes           | Votes           | Votes           | Votes           | Votes           | Votes           | Votes           | Votes           | Votes           | Votes           |
| Maud                 |                  |                  | Victor           |                  | Xavier           |                  | Chloé            | Xavier           |                  | Nicolas         | Béatrice        | Brice           |                 | Angélique       | Mohamed         |                 | Maxime          | Clo             | Clo             |                 |                 |                 | Jury final      | Jury final      |
| Cindy                | Frédéric         |                  |                  |                  |                  |                  |                  |                  |                  | Cyril           | Béatrice        | Brice           |                 | Angélique       | Cyril           |                 | Maxime          | Maud            | Cyril           |                 |                 | Steeve          | Jury final      | Jury final      |
| Steeve               |                  |                  |                  |                  |                  | Nicolas          |                  |                  |                  | Alexandre       | Maud            | Brice           |                 | Aurélien        | Cyril           |                 | Maxime          | Cyril           | Cyril           |                 |                 |                 | Cindy           |                 |
| Aurélien             |                  |                  |                  |                  |                  | Victor           |                  |                  |                  | Alexandre       | Nicolas         | Brice           |                 | Maud            | Mohamed         |                 | Maxime          | Clo             | Clo             |                 |                 |                 |                 | Maud            |
| Clo                  | Frédéric         |                  |                  |                  |                  |                  |                  |                  |                  | Cyril           | Béatrice        | Brice           |                 | Angélique       | Cyril           |                 | Maxime          | Cyril           | Cyril           |                 |                 |                 | Cindy           |                 |
| Cyril                |                  |                  | Victor           |                  | Émilie           |                  | Chloé            | Xavier           |                  | Nicolas         | Béatrice        | Brice           |                 | Angélique       | Mohamed         |                 | Maxime          | Clo             | Clo             |                 |                 |                 |                 | Maud            |
| Maxime               | Aliséa           |                  |                  |                  |                  |                  |                  |                  | Frédéric         | Cyril           | Béatrice        | Sophie          |                 | Angélique       | Cyril           |                 | Cyril           |                 |                 |                 |                 |                 |                 | Maud            |
| Nicolas              |                  |                  |                  |                  |                  | Victor           |                  |                  |                  | Alexandre       | Angélique       | Brice           |                 | Angélique       | Cyril           |                 |                 |                 |                 |                 |                 |                 | Cindy           |                 |
| Mohamed              | Frédéric         |                  |                  |                  |                  |                  |                  |                  |                  | Cyril           | Béatrice        | Brice           |                 | Aurélien        | Cyril           |                 |                 |                 |                 |                 |                 |                 | Cindy           |                 |
| Angélique            |                  |                  |                  |                  |                  | Victor           |                  |                  |                  | Alexandre       | Nicolas         | Brice           |                 | Maud            |                 |                 |                 |                 |                 |                 |                 |                 |                 | Maud            |
| Sophie               |                  |                  |                  |                  |                  | Nicolas          |                  |                  |                  | Alexandre       | Maud            | Clo             |                 |                 |                 |                 |                 |                 |                 |                 |                 |                 |                 | Maud            |
| Brice                | Frédéric         |                  |                  |                  |                  |                  |                  |                  |                  | Cyril           | Béatrice        | Clo             |                 |                 |                 |                 |                 |                 |                 |                 |                 |                 | Cindy           |                 |
| Béatrice             |                  |                  |                  |                  |                  | Victor           |                  |                  | Frédéric         | Alexandre       | Maud            |                 |                 |                 |                 |                 |                 |                 |                 |                 |                 |                 |                 | Maud            |
| Alexandre            |                  |                  | Victor           |                  | Émilie           |                  | Chloé            | Xavier           | Frédéric         | Nicolas         |                 |                 |                 |                 |                 |                 |                 |                 |                 |                 |                 |                 |                 | Maud            |
| Frédéric             | Maxime           | [ n° 32 ]        |                  |                  |                  |                  |                  |                  |                  |                 |                 |                 |                 |                 |                 |                 |                 |                 |                 |                 |                 |                 | Cindy           |                 |
| Xavier               |                  |                  | Chloé            |                  | Chloé            |                  | Chloé            | Alexandre        |                  |                 |                 |                 |                 |                 |                 |                 |                 |                 |                 |                 |                 |                 |                 |                 |
| Chloé                |                  |                  | Victor           |                  | Émilie           |                  | Xavier           |                  |                  |                 |                 |                 |                 |                 |                 |                 |                 |                 |                 |                 |                 |                 |                 |                 |
| Victor               |                  |                  | Chloé            | [ n° 33 ]        |                  | Nicolas          |                  |                  |                  |                 |                 |                 |                 |                 |                 |                 |                 |                 |                 |                 |                 |                 |                 |                 |
| Émilie               |                  |                  | Chloé            |                  | Chloé            |                  |                  |                  |                  |                 |                 |                 |                 |                 |                 |                 |                 |                 |                 |                 |                 |                 |                 |                 |
| Carinne              |                  |                  |                  |                  |                  |                  |                  |                  |                  |                 |                 |                 |                 |                 |                 |                 |                 |                 |                 |                 |                 |                 |                 |                 |
| Aliséa               | Frédéric         |                  |                  |                  |                  |                  |                  |                  |                  |                 |                 |                 |                 |                 |                 |                 |                 |                 |                 |                 |                 |                 |                 |                 |
| Pénalité             |                  |                  |                  |                  |                  |                  |                  |                  |                  |                 |                 |                 |                 | Maud            |                 |                 |                 |                 |                 |                 |                 |                 |                 |                 |
| Vote noir            |                  |                  |                  |                  |                  |                  |                  |                  |                  |                 | Béatrice        | Sophie          |                 | Aurélien        | Mohamed         |                 | Cyril           | Cyril           |                 |                 |                 |                 |                 |                 |

## Résumés détaillés

### 1erépisode: découverte des aventuriers et création des tribus
Cet épisode a été diffusé le 15 mars.
L'épisode débute in medias res en présentant les 21 candidats de la saison disputant la mythique épreuve des poteaux, qui est habituellement l'épreuve finale de l'émission réservée aux trois derniers candidats en jeu. Une série de flashbacks résume l'arrivée des candidats lors de la traditionnelle séquence du naufrage, où Carinne arrive sur la plage la première, rejointe par Sophie et Angélique, alors que Chloé éprouve déjà des difficultés à nager.
Frédéric est le premier candidat à chuter de son poteau, suivi par Brice. Après une demi-heure, les 19 candidats restants doivent enlever une première solive, ce qui réduit la surface des poteaux. Cyril, Cindy et Mohamed tombent. Au bout d'une heure, les concurrents encore en lice doivent retirer une deuxième solive, ce qui fait chuter 9 candidats sur les 16 restants : Aliséa, Carinne, Xavier, Alexandre, Nicolas, Clo, Victor, Steeve et Aurélien. Les 7 candidats restants sont : Chloé, Maud, Émilie, Béatrice, Sophie, Angélique et le dernier homme Maxime. Maud finit par tomber, puis Angélique, Sophie et Chloé. Après plus d'une heure, les trois gagnants sont donc Maxime, Émilie et Béatrice. Maxime tombe (1 h 27 min) et est suivi d'Émilie (1 h 36 min) ; Béatrice remporte donc l'épreuve.
Après l'épreuve, Denis Brogniart annonce aux trois gagnants qu'ils seront les chefs des trois futures équipes qu'ils composeront : Émilie est capitaine des rouges (Kama), Béatrice des jaunes (Tabuo) et Maxime des bleus (Ikalu). Il leur remet à chacun un bracelet d'immunité, qui symbolise leur statut de chef et est utilisable au conseil jusqu'à la réunification. Cependant, la composition des équipes ne se fait pas immédiatement, et les 21 candidats passent leur première nuit ensemble ce qui permet aux trois futurs chefs de remarquer de potentielles bonnes recrues.
Arrivés sur l'île, Maxime organise 3 groupes pour aller chercher la nourriture, faire du feu et construire une cabane. Victor entreprend de faire du feu avec la méthode du bambou frotté, avec l'aide de Mohamed et Nicolas, et y parvient. Aliséa, la plus jeune, découvre de l'igname. Cyril et Carinne trouvent l'eau mais se perdent un petit peu lorsqu'il s'agit d'y retourner. Émilie, Victor et Xavier se rapprochent déjà et aimeraient faire équipe ensemble. Victor décide de dire à Béatrice qu'il ne souhaite pas qu'elle le choisisse car il n'a pas d'affinités avec elle. Xavier déclare vouloir être avec Victor, peu importe dans quelle équipe. Béatrice s'en ouvre à Maxime. Plusieurs naufragés ont fait brûler leurs vêtements ou chaussures en les faisant sècher trop près du feu
C'est à l'épreuve d'immunité que les équipes sont créées. Les jaunes sont composés d'Angélique, Aurélien, Béatrice, Carinne, Nicolas, Sophie et Steeve ; les rouges d'Alexandre, Chloé, Cyril, Émilie, Maud, Victor et Xavier ; et les bleus d'Aliséa, Brice, Cindy, Clo, Frédéric, Maxime et Mohamed.
L'épreuve d'immunité consiste en un relais où quatre candidats par équipe doivent franchir deux fois en relais un obstacle (une bascule, une poutre, des barrières, un filet horizontal) qui leur a été assigné par leur chef d'équipe, en tenant une boule en équilibre sur un bâton. Une fois les deux boules arrivées au terme du parcours, elles sont placées dans une roue-labyrinthe verticale où les deux candidats restants par équipe doivent les faire progresser à l'aveugle vers la sortie, guidés par leur chef. Cette partie du jeu se déroule sous une pluie diluvienne. Ce sont finalement les jaunes qui gagnent, suivis des rouges. Les bleus finissent derniers, handicapés par Cindy qui ne parvenait pas à passer son obstacle, et doivent donc aller au conseil.
L'équipe des jaunes repart avec le totem mais aussi l'avantage de conserver le camp dans lequel ils étaient la veille où il y a déjà du feu et une cabane.
Les rouges sont contents de leur nouvelle île, la trouvant plus belle. Ils y découvrent une caverne. Cyril trouve à nouveau l'eau, mais aussi du bambou et de la canne à sucre. Victor entreprend de faire du feu, mais cela s'avère plus difficile que la veille.
Les bleus eux aussi sont contents de leur île et Maxime prend vite en main l'organisation. Mohamed trouve l'eau tout en cherchant un collier. Cindy, consciente d'avoir fait perdre son équipe, décide de chercher de la nourriture, mais passe devant des fruits et de la canne à sucre sans les remarquer, puis se perd et Maxime doit partir à sa recherche.
Les bleus souhaitent éliminer Frédéric, le doyen, trop isolé selon eux, mais celui-ci en est conscient et se met à chercher le collier d'immunité. Voyant qu'il ne le trouve pas, il décide de jouer un coup de poker en faisant croire à ses camarades qu'il l'a trouvé, mais ceux-ci sont dubitatifs. Il tente également de former une alliance avec Cindy et Aliséa dans le but d'éliminer Maxime, sans grand succès, celui-ci étant très apprécié de son équipe de par son calme et ses connaissances en survie.
Au conseil, auquel assistent les chefs des deux autres équipes, Béatrice et Émilie, en tant que spectatrices, Frédéric vote contre Maxime mais est finalement éliminé avec 5 votes contre lui, seul Maxime ayant voté contre Aliséa.

### 2eépisode: défaite des rouges et retour de Frédéric
Cet épisode a été diffusé le 21 mars. L'émission fut exceptionnellement décalée au jeudi en raison de la diffusion par TF1 du match de football France-Moldavie le lendemain, et elle fut rediffusée le vendredi 22 mars sur TFX.

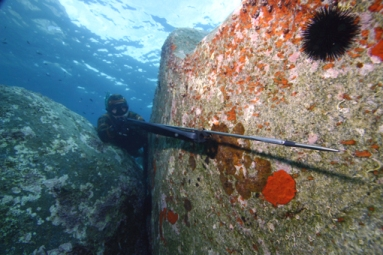
Kit de pêche remporté par les Kama, dont une arbalète sous-marine.

Au réveil, les deux chefs de tribus Béatrice et Émilie, qui ont participé au conseil des Ikalu, font leur rapport à leurs coéquipiers. Chez les rouges, Victor et Xavier réussissent à faire le feu. Ils font leur premier repas chaud de crabe et de manioc.
Pendant ce temps chez les bleus, Aliséa, la benjamine, ne se sent pas très bien et ressent des douleurs dans l'estomac et le dos. Chez les jaunes, le manque de nourriture commence à se faire ressentir. A part de la coco, ils n'ont pas trouvé de nourriture.
Lors de l'épreuve de confort, auquel Aliséa ne participe pas pour raison médicale, un tirage au sort a lieu et ce sont Sophie et Steeve chez les jaunes ainsi qu'Alexandre et Xavier du côté des rouges qui ne participeront pas à l'épreuve de confort, qui est celle des pierres sous l'eau : le but est de rapporter sept pierres situées à 21 m de distance et 2 m de profondeur. Les équipes doivent déterminer leur ordre de passage, qui ne pourra pas être changé. Les bleus et les rouges sont au coude-à-coude mais ce sont finalement les bleus qui remportent l'épreuve, notamment grâce à Clo et Cindy qui rapportent 4 pierres à elles deux. Chez les jaunes, Nicolas n'avance sa première pierre que de 2 mètres, et ne touche pas du tout la seconde. Pour les rouges, Chloé n'étant pas à l'aise en natation, Victor dépose ses 2 pierres juste devant la ligne de but, afin qu'elle n'ait qu'à leur faire passer la ligne, ce qui permet à l'équipe de ne pas perdre de temps. Maxime, le chef de la tribu bleue, a le choix entre deux récompenses : soit un kit de pêche complet, soit un toit étanche et 400 g de lentilles. Il choisit la deuxième récompense, arguant que sans le feu, le kit de pêche n'a pas grande utilité. Denis lui fera ensuite remarquer que les lentilles se mangent cuites. Les rouges, surpris du choix de Maxime, mais ravis, récupèrent le kit de pêche. Interrogés, les membres masculins de la tribu bleue déclarent qu'ils auraient choisi le kit de pêche, les femmes le toit étanche et les lentilles.
Pendant que les bleus et les rouges savourent leur victoire, les uns en installant le toit, les autres en allant pêcher au harpon, les jaunes cherchent désespérément de la nourriture, sans succès. Chez les bleus, malgré leur victoire, Aliséa qui se sent de plus en plus mal est transportée à l'infirmerie. 

Le lendemain matin, sur le camp des rouges, Xavier et Cyril relèvent le filet posé la veille par Victor et y découvrent un beau poisson. Victor, de par sa tendance à vouloir se mettre en avant, commence à agacer ses coéquipiers. Chez les bleus, malgré le toit étanche, la mauvaise orientation de l'abri ne leur a pas permis de passer une bonne nuit. Cindy propose de déplacer la cabane dos à la plage pour se protéger du vent, ce qui est aussitôt fait.

Lors de l'épreuve d'immunité, Denis Brogniart annonce qu'Aliséa est contrainte à l'abandon médical. Elle est donc remplacée par le dernier éliminé : Frédéric, qui réintègre ainsi son ancienne équipe, qui l'accueille avec le sourire, surtout que celui-ci ne se souvenait plus dans quelle équipe était la candidate qu'il remplace, alors qu'il s'agissait d'une de ses coéquipières. 
L'objectif de l'épreuve d'immunité est d'être le premier chef à être capable d'empiler quatre boules et quatre supports en les déposant sur un pilier avec une longue fourchette. Le chef est attaché à une corde, et à l'autre extrémité de la corde se trouve une charge de 60 kg qui doit être portée par tous les autres membres. Il faut être le plus rapide possible jusqu'à la zone d'arrivée, où le chef passe par-dessus une palissade alors que ses coéquipiers restent derrière et doivent soulever la charge pour que la corde soit suffisamment longue, afin de permettre à leur chef de pouvoir réaliser son empilement. Ce sont Chloé (rouge) et Sophie (jaune) qui tirent la boule noire. Malgré un retard non négligeable pris par les jaunes pendant la première phase de l'épreuve, Béatrice étant restée coincée dans le trou qu'elle avait dû creuser pour passer sous une poutre, ils remportent pour la deuxième fois consécutive l'épreuve d'immunité. Les bleus finissent en deuxième ; l'équipe rouge perd cette épreuve et doit donc aller au conseil.
Chez les bleus Frédéric, en forme, se lance dans la chasse aux crabes tandis que Cindy fait une longue sieste en monokini sur la plage, ce qui provoque quelques commentaires. Assisté de tous, il réussit à faire le feu. Les jaunes aussi chassent les crabes. Nicolas a une technique étrange : il tente de noyer les crabes en leur jetant de l'eau. Quand les hommes rentrent de la pêche, Béatrice refuse que l'on fasse à manger aussitôt, préconisant de se reposer d'abord et de dîner plus tard, mais les autres aventuriers ne l'écoutent pas et font cuire les crabes. Sur le campement rouge, la morosité règne. L'équipe est divisée : d'un côté, la chef d'équipe Émilie est alliée à Victor et Xavier ; tandis que Cyril, Maud, Alexandre et Chloé forment un groupe de quatre. Chez les jaunes, l'ambiance est aussi maussade : certains ne supportent plus l'autorité de Béatrice, mais d'autres veulent la protéger comme Steeve qui considère que la jeune footballeuse est la pièce maîtresse de l'équipe. Chez les rouges, Émilie se sent menacée et envisage de jouer son bracelet d'immunité, ce qui la protégerait des votes éventuels contre elle au conseil mais lui ferait perdre son statut de chef. Chloé se sent aussi en danger en raison de sa faiblesse dans les épreuves par rapport à ses coéquipiers.
Maxime et Béatrice assistent au conseil des Kama. Après avoir évoqué les forces et les faiblesses de Chloé, certains rouges reprochent à Victor de s'être isolé dès le départ avec Émilie et Xavier afin d'organiser la composition de l'équipe, ainsi que son côté trop dirigiste. Victor fond en larmes et assume son caractère difficile. Juste avant le dépouillement, Émilie décide d'utiliser son bracelet d'immunité et n'est ainsi plus chef d'équipe : la tribu rouge devra nommer un nouveau chef de tribu à l'unanimité avant la prochaine épreuve, faute de quoi la décision reviendra aux deux autres chefs de tribus. Finalement, Victor est éliminé avec 4 voix contre lui et 3 contre Chloé. Émilie se dit "dégoûtée", d'autant plus que le jeune Alsacien a fait le feu à deux reprises.

### 3eépisode: Le court règne de Chloé, le retour de Victor et la fin d'Émilie
Cet épisode a été diffusé le 29 mars.
Béatrice et Maxime, les chefs jaune et bleu, débriefent le conseil des Kama à leurs tribus et leur révèlent l'éviction de Victor ainsi que la formation des deux clans dans cette tribu. Les jaunes et les bleus semblent ravis et se réjouissent du départ de Victor qui, d'après eux, s'est montré trop stratège.
Les Kama doivent élire un nouveau chef car Émilie a utilisé son bracelet d'immunité. Chloé est un temps désignée, mais Émilie s'y oppose. Selon elle, la jeune poissonnière n'est pas assez efficace lors des épreuves sportives. Les rouges optent alors de laisser Béatrice et Maxime choisir le nouveau chef rouge.
À l'arrivée de l'épreuve de confort, les Kama annoncent qu'ils ne se sont pas mis d'accord sur le choix de leur nouveau chef. Denis Brogniart appelle Béatrice et Maxime à procéder au choix du chef rouge. Après concertation, ils élisent Chloé, contre l'avis d'Émilie. L'épreuve de confort est un classique : celle des flambeaux. Les tribus doivent embraser leurs vasques en premier et pour ce faire, ils doivent aller chercher leurs porte-feu en traversant un certain nombre d'obstacles, libérer une torche géante pour, par la suite, l'allumer et faire embraser leurs vasques en hauteur. Les jaunes étant encore 7, Steeve tire la boule noire. Les rouges, bien organisés grâce aux directives de Maud, allument leur vasque en premier, les bleus sont deuxièmes au coude-à-coude avec les jaunes. La nouvelle chef Chloé a le choix entre 3 kg de bœuf et une montagne de frites, ou visiter une école fidjienne avec les enfants et leur instituteur. Elle choisit le steak-frites, ce qui laisse aux bleus la visite de l'école. La quasi-totalité de son équipe déclare qu'à sa place ils auraient choisi la visite de l'école, sauf Cyril, mais après réflexion se réjouissent de sa décision.

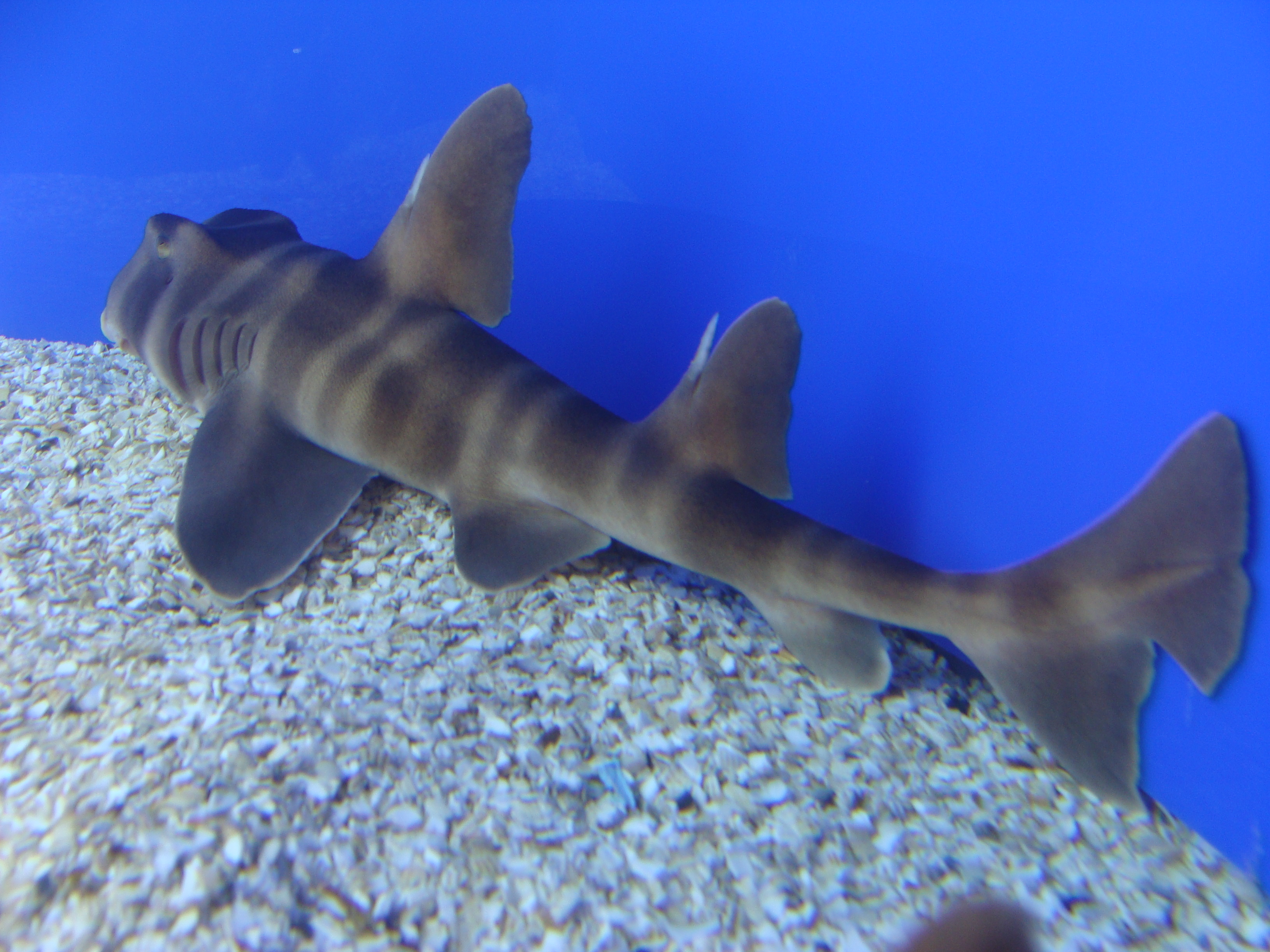
Requin dormeur pêché par les rouges.

Les rouges savourent leur steak-frites mais Émilie pense que cette victoire est, à ce stade de l'aventure, trop précaire. Les bleus sont quant à eux très heureux de côtoyer les enfants de cette école. Les jaunes sont à la recherche de nourriture. Angélique et Aurélien trouvent un fruit nommé ivi, qu'ils décident de rapporter par petites quantités, car Nicolas voudrait tout manger d'un coup. Les rouges, repus, partent à la pêche et trouvent un jeune requin dormeur pris dans leur filet. Ils décident de le relâcher.
Au réveil le lendemain, les trois tribus doivent monter un radeau, indispensable pour la prochaine épreuve d'immunité. Côté jaune, Steeve trouve Béatrice trop autoritaire sur la façon de monter le radeau. Côté rouge, Maud, ayant été autrefois scout, transmet son savoir à son équipe sur la fabrication de leur radeau. Côté bleu, la moitié de l'équipe met la main à la pâte, mais pas le reste, ce qui exaspère Frédéric. 
Le radeau des jaunes est monté mais ils doivent appeler le médecin car Carinne se sent très affaiblie. La Caennaise part immédiatement à l'infirmerie, ce qui inquiète les autres membres car si Carinne part sur décision médicale, elle sera remplacée par Victor. Sur le camp des bleus, Cindy recherche le collier d'immunité et finit par le trouver.
Avant l'épreuve d'immunité, Denis Brogniart annonce que Carinne est partie en observation médicale. Le but de l'épreuve d'immunité est d'être la première équipe à recomposer une fresque horizontale avec seize pièces de bois, cette mission revient aux trois chefs. La difficulté est que les pièces se ressemblent beaucoup et que trois d'entre elles sont fausses et ne doivent pas être placées dans le puzzle final. Les équipes doivent récupérer trois vraies pièces en mer à l'aide de leur radeau. Pour cela, les chefs doivent d'abord aller chercher les rames attachées par des cordes. Ils peuvent en prendre autant qu'ils souhaitent. Et une fois que les autres aventuriers reviennent avec le radeau, ils passent ces trois pièces à leur chef respectif afin qu'il compose la fresque. Béatrice ne prend que deux rames pour ses jaunes, Maxime en donne quatre pour ses bleus et Chloé en donne trois pour ses rouges. Finalement, les jaunes gagnent l'épreuve, les bleus terminent en deuxième position, et les rouges, partis en dernier mais ayant pourtant rattrapé facilement le radeau des bleus, moins maniable, perdent en raison des difficultés de Chloé à placer les pièces.
De retour chez les rouges, Xavier et Émilie se sentent menacés. Ils décident de voter contre Chloé malgré son bracelet d'immunité. Chloé s'en veut beaucoup d'avoir perdu l'épreuve d'immunité, et envisage même de ne pas sortir son bracelet afin de ne plus pénaliser l'équipe. Chez les jaunes, la victoire n'est pas sereine, ils attendent en effet des nouvelles de Carinne. Denis Brogniart arrive accompagné de Victor et annonce la nouvelle : Carinne est contrainte à l'abandon médical. L'accueil envers Victor n'est pas très chaleureux, car ce dernier ne souhaitait pas être dans l'équipe de Béatrice au début du jeu. Chez les rouges, Émilie cherche le collier d’immunité, mais sans succès.
Maxime et Béatrice assistent au conseil des Kama pour la seconde fois. Juste avant le dépouillement, Chloé décide d'utiliser son bracelet d'immunité. Par conséquent, 2 voix contre Chloé ne sont pas comptabilisées, mais c'est finalement Émilie qui est éliminée avec 3 voix contre elle et une voix contre Xavier.

### 4eépisode: La stratégie de Victor et l'unique conseil des Tabuo
Cet épisode a été diffusé le 5 avril.
Au matin du 10e jour d'aventure, les rouges doivent à nouveau désigner un chef d'équipe à la place de Chloé. Alexandre est rapidement élu chef à l'unanimité, de par son bon sens de discernement, une bonne intelligence et de bonnes performances aux épreuves sportives. Les rouges n'avaient aucunement envie de laisser choisir Béatrice et Maxime de nouveau.
Après la surprise des bleus et rouges en constatant le retour de Victor, l'épreuve de confort a lieu. Il s'agit d'une épreuve d'équilibre réservée exclusivement aux trois chefs, où ils doivent constituer un édifice à l'aide de 5 pièces de bois en restant à l'équilibre sur une planche à bascule. Béatrice termine première, talonnée par Alexandre qui finit deuxième. Elle a le choix entre assister à une cérémonie tribale ; ou partir à une cueillette de fruits (mangues, papayes, ananas...). Elle choisit la première récompense. Toute son équipe aurait choisi la même récompense. Les rouges partiront donc en cueillette.
Les Tabuo sont très bien accueillis par la tribu fidjienne d'autant que Béatrice reçoit la bénédiction du chef suprême. Sophie, qui a de bonnes connaissances en anglais, traduit pour son équipe. Un repas à base de poulet et de légumes en sauce leur est également servi et avant de partir, le chef offre à Béatrice une massue et des pois traditionnels du pays. De leur côté, les rouges, conduits par un guide, ont pu récolter un plein panier de fruits revigorants, papayes, bananes, mangues, ananas. Chez les bleus, Maxime, qui se sent responsable de la défaite, part à la recherche de nourriture et trouve un plant de manioc. Son équipe s'inquiète et aimerait qu'il se repose davantage pour être en forme lors des épreuves. Mohamed propose que tout le monde, sauf Maxime, se relaie pour surveiller le feu pendant la nuit. Le lendemain, Brice part chasser des lézards et en rapporte 3 pour le petit déjeuner.
L'objectif de l'épreuve d'immunité est de reformer un puzzle suspendu représentant une tortue avec 17 pièces enfermées dans des sacs en hauteur disposés le long d'un parcoyrs d'obstacles. Ce sont Clo pour les bleus et Angélique et Aurélien pour les jaunes qui tirent la boule noire. Après concertation des équipes, Sophie (jaune), Alexandre (rouge) et Cindy (bleu) seront portés (pour libérer les sacs) et Béatrice (jaune), Xavier (rouge) et Maxime (bleu) feront le puzzle. Les bleus, bien qu'arrivés derniers à l'issue du parcours, l'emportent, suivis des rouges. Les jaunes partent au conseil.
Sur l'île des rouges, Cyril décide d'embellir leur camp. Il dispose des plantes, laisse Maud balayer et missionne Xavier pour l'aider à fabriquer une table.
Nicolas et Victor sont les deux personnes les plus menacées des jaunes. Les proches de Nicolas lui manquent ce qui démoralise le jeune Belge autant que l'équipe, ce que Béatrice et Angélique n'acceptent pas. Sophie éprouve cependant les mêmes sentiments que Nicolas.
Victor, de son côté, part à la recherche du collier d'immunité et le trouve. Le Strasbourgeois le révèle à toute son équipe et leur propose un dilemme : soit il utilise son collier et un autre membre partira, soit ils ne votent pas contre lui jusqu'à la réunification et il donnera le collier à Béatrice en échange. Steeve pense à une manipulation de la part de Victor et ne lui fait pas confiance. Chez les bleus, le coté professoral de Maxime et son impossibilité à rester inactif commencent à agacer son équipe.
Maxime et Alexandre assistent au conseil des Tabuo. Béatrice, Steeve et Sophie sont particulièrement bouleversés de savoir qu'un des leurs quittera l'aventure. Mais à la surprise générale, Victor n'utilise pas son collier d'immunité avant le dépouillement, et il se retrouve éliminé avec 4 voix contre lui et 3 contre Nicolas. Avant de partir, il donne quand même le collier à Béatrice[source secondaire souhaitée].

### 5eépisode: Le chef Alexandre et la fin d'aventure de Chloé
Cet épisode a été diffusé le 12 avril.
Au réveil, les deux chefs de tribus Alexandre et Maxime, qui ont participé au conseil des Tabuo, font leur rapport habituel à leurs coéquipiers. Les aventuriers sont incrédules en apprenant que Victor n'a pas joué son collier d'immunité, et questionnent ses motivations. Chez l'équipe jaune, Nicolas est inquiet après avoir reçu 3 voix contre lui.
L’épreuve de confort arrive : les trois équipes doivent partir sur un tremplin en mer, où se trouvent 8 bambous suspendus à 2,30 m de hauteur et situés à distance variable de la plate-forme (jusqu'à 2 m). L'équipe capable de rapporter ses 8 bambous en premier remporte le jeu de confort, tous les aventuriers devant tenter leur chance au moins une fois lors du premier tour.  Ce sont Aurélien chez les jaunes et Mohamed chez les rouges qui sont tirés au sort pour être exemptés de jeu. Les jaunes remportent l'épreuve notamment grâce à la performance de Nicolas qui a rapporté 6 bambous sur 8, et les rouges finissent deuxièmes. Béatrice a donc le choix entre deux récompenses : 3 kg de riz ou la possibilité pour chaque membre de l'équipe d'appeler un de leurs proches pour une durée de 5 minutes.
Béatrice choisit les 3 kg de riz, ce qui contrarie beaucoup Nicolas qui souhaitait téléphoner à son fils. Il déclare pouvoir se passer de nourriture, ce qui lui vaut les regards stupéfaits de ses camarades. Au retour sur le camp, il en veut beaucoup à Béatrice ainsi qu'à ses autres coéquipiers qui ont soutenu son choix, déclare refuser de manger ce riz et envisage même d'abandonner Koh-Lanta, avant de se raviser. Son attitude suscite l'incompréhension de ses coéquipiers car la faim le tenaillait en permanence, d'autant qu'ils en avaient parlé ensemble avant l'épreuve et décidé de privilégier la nourriture en cas de victoire. Angélique le recadre en lui expliquant qu'il ne fait pas grand-chose sur le camp et plombe l'ambiance en ne parlant que de sa faim et du manque de son fils. Comprenant qu'il a dépassé les bornes, il accepte de manger avec les autres et le lendemain matin s'active sur le camp.
L'objectif de l'épreuve d'immunité est de faire tomber dans chaque équipe quatre statuettes de leur piédestal. Pour cela, chaque équipe doit s'enduire de boue et, une fois leur seau rempli, confectionner des munitions à l'aide de cette boue et de fibres de coco, qu'ils transmettent ensuite à leur chef respectif qui doit les projeter pour faire tomber les statuettes. Ce sont encore Steeve (jaune) et Mohamed (bleu) qui tirent la boule noire. Les bleus sont les premiers à remplir leur seau de boue, immédiatement suivis par les jaunes. Ils commencent à confectionner leurs projectiles et à faire tomber les premières statuettes alors que les rouges n'ont pas encore rempli leur seau. Les jaunes l'emportent, suivis de peu par les bleus.
Ceux-ci s'organisent en trois équipes pour sillonner leur île à la recherche de nourriture. Le duo Cindy Frédéric découvre un énorme plant de manioc et en sont très fiers.
Les personnes en danger chez les rouges sont Xavier car il est le dernier rescapé de son alliance avec Émilie et Victor, et Chloé en raison de sa faiblesse sur les épreuves. Le chef Alexandre est également remis en question en raison de son côté autoritaire et de sa consommation importante de nourriture par rapport à ses coéquipiers. Maud accompagne Chloé chercher un collier, en vain, pendant que Cyril réalise une décoration avec des coquillages au pied de la bannière, sous le regard perplexe de Xavier.
Maxime et Béatrice assistent au conseil des Kama où l'alliance d'Alexandre, Cyril et Maud fait finalement le choix de préserver la force de l'équipe, et Chloé est éliminée à l'unanimité avec 4 voix contre elle et une contre Xavier.

### 6eépisode: Les rouges en danger
Cet épisode a été diffusé le 19 avril.
Au 15e lever du soleil, Maxime et Béatrice qui ont assisté au conseil des rouges font leur rapport à leurs coéquipiers et ils annoncent que Chloé a été éliminée. Sur le camp bleu, avant l'épreuve de confort, des dauphins nagent près du camp bleu, et créent l'émerveillement.
Les rouges ne sont plus que 4. Pour éviter les tensions concernant les ressources, ils décident de tout partager équitablement
L'épreuve de confort consiste à se jucher sur trois barils et une planche et progresser sur un parcours d'obstacles jusqu'à l'arrivée, sans toucher le sol. Brice et Cindy chez les bleus, et Aurélien et Sophie chez les jaunes, ne participent pas. Les rouges, bien organisés par Maud, et malgré une chute de Xavier, l'emportent, suivis de peu par les jaunes. Pour la récompense, Alexandre a le choix entre recevoir un indice sur le collier d'immunité et des hot-dogs, ou un avantage sur l'épreuve d'immunité à venir. Il décide de prendre l'avantage sur l'épreuve d'immunité : les hot-dogs et l'indice sur le collier d'immunité reviennent donc chez les jaunes.
Les bleus sont dépités de ne pas avoir eu de récompense, Maxime se dit responsable de ses erreurs et compte se reprendre sur l'épreuve d'immunité. Ses coéquipiers trouvent que Frédéric, bien que drôle et actif sur le camp, n'est pas à fond sur les épreuves. Celui-ci, qui ne supporte plus Maxime, part dans la forêt et rapporte encore un beau pied de Manioc. Il profite de chaque moment de solitude pour chercher un collier. Du côté des jaunes, des désaccords existent sur l'usage à faire du collier d'immunité s'il venait à être trouvé : Steeve souhaiterait qu'il profite à toute l'équipe, mais Angélique et Aurélien ont l'intention de le garder pour eux. Tous recherchent le collier sans succès mais trouvent un gros crabe. Chez les rouges, Cyril pêche un beau poisson multicolore. Ils décident de manger leur ananas pour avoir de l'énergie avant de partir pour l'épreuve d'immunité.
L'épreuve d'immunité est une nouveauté : il faut constituer une arche avec 10 pièces sur une structure métallique verticale tenue avec des cordes, plus une clé de voûte, qui devra être placée par le chef de l'équipe. Chaque membre de l'équipe, en équilibre sur une poutre étroite, doit aller au bout de sa poutre poser une pièce à tour de rôle pendant que les trois autres tiennent la structure en équilibre en tirant sur leur corde. L'avantage des rouges est dévoilé : ils n'auront que 9 pièces à poser, car les 2 premières pièces posées sont fixes. Le tirage au sort exempte Mohamed et Frédéric pour les bleus, Steeve et Angélique pour les jaunes. Après plusieurs essais ratés, Alexandre pose la clé de voûte, mais les pièces tombent avant la fin du temps imparti. Ce sont finalement les bleus qui gagnent, suivis des jaunes. Les rouges finissent derniers, malgré leur avantage.
Sur le camp rouge, la défaite est dure à encaisser. Xavier se sent en danger. Il considère qu'Alexandre est celui qui est le moins méritant et tente de diriger les votes vers celui-ci. Cyril, Xavier et Maud partent, sans succès, à la recherche du collier. Maud a l'intention, comme Cyril, de voter contre Xavier pour rester fidèle à l'alliance d'origine, mais estime Xavier plus méritant qu'Alexandre, avec lequel elle a quelques accrochages. 
Le conseil a lieu avec Maxime et Béatrice, et Xavier est sans surprise éliminé à l'unanimité, payant son alliance du début de saison. Il quitte le jeu amer, sans même souhaiter bonne chance à ses coéquipiers.

### 7eépisode: la réunification
Cet épisode a été diffusé le 26 avril.
Les rouges ne sont désormais plus que trois, un record dans l'histoire de Koh-Lanta. Pendant ce temps-là, les bleus s'espionnent mutuellement au sujet de la recherche d'un collier d'immunité.
Lors du jeu de confort, les candidats doivent d'abord effectuer un tir d'adresse où ils doivent faire tomber quatre cubes de leurs socles au moyen d'une catapulte, puis ériger une colonne de 23 pièces de formes différentes, dont le socle est sur l'eau. Par souci d'équité, Maud, Cyril et Alexandre affrontent Maxime, Clo et Cindy chez les bleus, et Béatrice, Sophie et Angélique pour les jaunes. La première partie du jeu est remportée par les bleus qui peuvent commencer à monter leur colonne en premier, mais les jaunes ne sont pas loin derrière. Les rouges rattrapent leur retard rapidement. L'équipe féminine jaune remporte l'épreuve, suivie par les rouges. En récompense, Béatrice choisit la récompense salée, composée d'une pizza, de grosses parts de fromage, de légumes croquants, de guacamole et chips, laissant aux rouges la récompense sucrée, composée de tarte aux fruits, mousse au chocolat, cheesecake, biscuits et morceaux de fruits frais.
Pendant que les jaunes et les rouges se restaurent, sur le camp des bleus, Frédéric, lassé d'être espionné dans sa recherche de collier, s'en ouvre à l'équipe. Maxime et ses alliés lui reprochent de ne pas se sentir en sécurité et de nuire à la cohésion du groupe mais Cindy leur rétorque que c'est facile à dire pour eux car ils sont moins en danger que Frédéric et elle-même. Tout le monde décide alors de chercher le collier.
Selon l'annonce de Denis Brogniart, les chefs d'équipe sont convoqués pour venir « défendre leur équipe » Ils ne sont dorénavant plus chefs mais deviennent les ambassadeurs et doivent décider quel candidat éliminer lors de la réunification.
Pendant qu'ils discutent, les bleus et les jaunes reçoivent un message les enjoignant de quitter leurs camps respectifs et sont acheminés vers le camp des rouges.
Influencé par Béatrice et Alexandre, Maxime désigne Frédéric, qu'il avait déjà éliminé une fois. Celui-ci est donc éliminé et devient le premier membre du jury final. Il rend son collier d'immunité à Cindy qui le lui avait confié, mais il le cache auparavant, et celle-ci peine un temps à le trouver. De son côté, Cyril trouve un collier juste avant la réunification.
Cyril et Maud accueillent les bleus et les jaunes avec le sourire et le reste de leurs pâtisseries. Les jaunes, qui ont apporté des châtaignes, des pois, du riz et de la coco, déplorent l'absence de ressources sur l'île, mais Maud leur apprend qu'il y a tout de même du manioc et de la canne à sucre, et leur rappelle qu'ils disposent du kit de pêche.
Les ex bleus, sauf Frédéric qui préfère rester avec les autres équipes, se réunissent pour interroger Maxime sur son choix de se séparer de l'un des leurs. Cindy, qui appréciait Frédéric, et Clo, qui ne comprend pas les arguments de Maxime, ne se privent pas de le lui dire, mais Maxime ne regrette pas sa décision. Lorsque Denis Brogniard vient chercher Frédéric, celui-ci déclare ne pas être déçu de Maxime car on n'est pas déçu par quelqu'un pour qui on n'a pas d'admiration. Brice va voir les ex jaunes pour leur proposer une alliance, expliquant que Maxime et lui seraient prêts à voter contre Cindy, pendant que Béatrice concocte un repas varié pour 14 personnes.
Les 14 aventuriers restants disputent la première épreuve d'immunité individuelle : il s'agit de tenir bras tendus deux disques plaqués contre un support de chaque côté des aventuriers, le plus longtemps possible. Après 5 minutes d'épreuve, Denis Brogniart lance un second challenge : les aventuriers qui le souhaitent peuvent quitter l'épreuve et abandonner le totem pour un collier d'immunité utilisable uniquement au conseil du soir, mais transmissible. Pour le gagner, il faut toucher en premier un poteau situé après un obstacle ensablé à traverser par le bas. Au "top" de Denis, quatre aventuriers (Alexandre, Clo, Mohamed et Sophie) se lancent dans cette épreuve secondaire, et c'est Mohamed qui l'emporte et gagne le collier d'immunité. Après 40 minutes, ils ne sont plus que trois à concourir pour le totem, lorsque Béatrice fait tomber ses disques. Le duel final se dispute entre Maud et Maxime ; mais à 50 minutes d'épreuve Denis Brogniart complique l'épreuve en obligeant les deux aventuriers à ne tenir leurs disques qu'avec deux doigts. Maud remporte l'épreuve après plus de 50 minutes.
Lors du conseil, trois candidats sont menacés : Nicolas, qui hésite toujours entre l'aventure Koh-Lanta et sa famille, et Alexandre et Cyril les anciens rouges. Seuls les 3 anciens rouges votent contre Nicolas, tandis que les 5 bleus votent contre Cyril et les 6 jaunes contre Alexandre, qui est éliminé et souligne en partant que l'aventure sera difficile pour les membres restants de l'ancienne équipe rouge, Maud et Cyril, ce dernier recevant le vote noir pour le prochain conseil.

### 8eépisode: La stratégie de Cindy
Cet épisode a été diffusé le 3 mai.
Au lendemain du conseil, Maud et Cyril, les deux derniers rescapés rouges, se montrent très actifs sur le camp pour tenter de gagner les faveurs des autres aventuriers et espèrent ainsi échapper à l'élimination
L'épreuve de confort est une épreuve d'équilibre sur l'eau. Une pyramide munie de taquets de 3,5 cm et 2 cm de large sont posées sur des plateformes individuelles. Les concurrents doivent d'abord se tenir sur les taquets les plus larges. Brice, Béatrice, Clo, Steeve, Nicolas, Cyril tombent rapidement. Les 7 aventuriers restant doivent monter sur le taquet supérieur. Mohamed puis Maud chutent, et les 5 qui restent doivent monter sur le sommet de leur pyramide. Sophie, Angélique, Cindy puis Aurélien tombent à leur tour. Maxime gagne un baptême de plongée avec les raies manta ainsi qu'un assortiment de fruits. Le jeune homme qui se montre d'habitude plutôt impassible est très heureux et ne le cache pas. Il passe un moment exceptionnel à nager avec les raies manta. Il peut ensuite bénéficier d'une petite clairière oú un hamac est installé devant une table chargée de fruits et de smoothies.
De retour sur le camp, Cyril invite les aventuriers à déguster une infusion qu'il a créée, à base d'écorces de canne à sucre et de fruits. Son charme et sa positivité agissent sur certains, notamment Sophie. Maud aussi tente de faire campagne pour faire oublier les couleurs mais finit par agacer Clo et Béatrice.
À son retour, Maxime fait rêver les aventuriers avec le récit détaillé de son expédition. Béatrice informe que les réserves de riz et de pois commencent à manquer. Cyril rassure les inquiets en leur disant qu'il y avait des pandanus, qu'il appelle des artichauts, du cœur de palmier, de la canne à sucre et du manioc, sans parler du poisson et qu'ils ne mourraient pas de faim.
L'épreuve d'immunité est le parcours du combattant. Béatrice longtemps en tête est dépassée par Angélique, qui remporte l'épreuve chez les femmes.   Chez les hommes c'est très serré, Steeve et Aurélien se disputent longtemps la première place mais Maxime les dépasse et touche son poteau le premier. En finale, une épreuve d'équilibre sur une poutre étroite sur laquelle il faut faire des allers et retour en transportant des raies manta miniatures en bois, Maxime s'impose et gagne le totem.
Sur le camp, les stratégies évoluent : les votes des deux anciens rouges, qui étaient auparavant les plus menacés, sont désormais sollicités par les jaunes et les bleus qui ont des plans divers. Certains jaunes comme Angélique et Aurélien veulent éliminer Nicolas, toujours inactif et en retrait sur le camp, tandis que les bleus envisagent un temps de voter contre Angélique. Cependant, Cindy souhaite plutôt éliminer Béatrice, qui possède un collier d'immunité, et en fait part au reste de l'équipe bleue. Certains sont réticents, notamment Maxime qui voit en Béatrice une potentielle alliée.
Lors du conseil, alors que les jaunes dispersent leurs votes (Maud reçoit 3 votes, Nicolas 2 votes, et Angélique 1 vote), les rouges et les bleus votent ensemble contre Béatrice, qui a la surprise de voir 8 bulletins à son nom. Choquée et n'ayant rien vu venir, elle n'a pas joué le collier reçu de Victor. Elle le transmet à Steeve, de même que le vote noir pour le prochain conseil.

### 9eépisode: Les binômes
Cet épisode a été diffusé le 10 mai.
Au début de l'épisode, la tribu réunifiée est sous le choc de l'élimination de Béatrice, en particulier Sophie. Angélique et Nicolas, qui ont voté l'un contre l'autre, signent un armistice dans l'intérêt commun. On découvre la résidence du jury final, où Frédéric et Alexandre accueillent Béatrice.
Avant l'épreuve de confort, Denis Brogniart annonce aux candidats que leurs destins seront liés par deux jusqu'au prochain conseil : un tirage au sort répartit les candidats en six binômes, qui participeront ensemble aux épreuves et risqueront l'élimination ensemble au conseil. À l'issue du tirage au sort, Maud est avec Cyril, Nicolas avec Cindy, Clo avec Aurélien, Sophie avec Brice, Mohamed avec Angélique, et Steeve avec Maxime.
L'épreuve de confort est la traditionnelle épreuve de dégustation. Elle se déroule en deux tours. Lors du premier tour, les binômes doivent manger tour à tour sept vers de bancoule vivants, qu'ils répartissent à leur guise entre les membres du binôme. La plupart répartissent équitablement les vers entre eux, à l'exception de Sophie qui laisse Brice manger l'intégralité des vers. Cindy et Nicolas sont qualifiés en premier, suivis de Maxime et Steeve. Pour le deuxième tour, les deux binômes doivent manger un œil de barracuda, un coquillage gluant, des scorpions, des punaises et des larves. Cindy et Nicolas gagnent la finale contre Steeve et Maxime. Ils remportent une croisière sur un catamaran, avec un repas copieux, une nuit dans un lit et un petit déjeuner. 
Tout le monde retourne sur le camp où le bateau viendra chercher les gagnants dans l'après-midi. Cyril et Maud, les deux anciens rouges que le tirage au sort a rassemblés, se sentent à nouveau sur la sellette, car éliminer les deux derniers rouges serait faire "d'une pierre deux coups". Le départ de Béatrice semble avoir permis à certains ex-jaunes de s'épanouir, notamment Angélique.
Nicolas aussi se détend sur le voilier et lui et Cindy profitent de leur croisière en sirotant des cocktails et parlent stratégie.
Sur le camp les naufragés s'aperçoivent qu'il reste bien plus de nourriture que ce que Béatrice, qui avait la mainmise sur les stocks, leur avait dit. Cyril décide de préparer une jolie table pour profiter d'un bon repas de manioc, fruit de l'arbre à pain et riz, avec l'aide de Maud.
Pendant ce temps, Cindy et Nicolas se régalent de langouste et de brochettes en admirant le coucher du soleil, puis vont se coucher dans des cabines confortables. Le lendemain ils se réveillent reposés et bénéficient d'un bon petit-déjeuner avec du café, du thé, des pains au chocolat, des croissants et des fruits frais, tout en parlant de nouveau de stratégie.
Sur le camp, au réveil, Cyril révèle à Maud qu'il a un collier. Ils réfléchissent à la meilleure manière de l'utiliser. Brice tente de prendre les devants en ciblant Nicolas et Cindy, jugeant la Bordelaise trop stratège et le Belge trop faible physiquement. Il en parle à Sophie, Angélique, Aurélien, Cyril et Mohamed qui semblent adhérer à sa stratégie.
L'épreuve d'immunité est le lancer de noix de coco : les membres de chaque binôme, en équilibre sur une poutre, doivent lancer chacun trois noix de coco dans un panier à leur nom.  Le totem est remporté par Maud et Cyril, ce qui les protège de l'élimination.
Brice tente de rallier Clo à son plan de viser Cindy et Nicolas, mais Clo est alliée à Cindy et décide de lui révéler les intentions de Brice. En réponse, Cindy annonce à toute la tribu réunifiée qu'elle possède un collier d'immunité, et confronte Brice à propos de son intention de l'éliminer. L'entente de l'ex-équipe bleue est mise à mal, et Brice est désormais la cible principale des votes après l'exposition au grand jour de sa stratégie.
Lors du conseil, Cindy n'utilise finalement pas son collier d'immunité. Brice et Sophie votent contre Clo, mais reçoivent l'intégralité des autres votes (Brice recevant 9 voix, et Sophie les 2 voix restantes) et quittent l'aventure à deux. Brice donne son vote noir à Mohamed, bien que ce dernier ne s'en estime pas digne en raison de son vote contre Brice.

### 10eépisode: Cindy contre Maxime
Cet épisode a été diffusé le 17 mai.
Brice et Sophie sont accueillis par le jury final, surpris par cette double élimination. Parmi les 10 aventuriers restants, les destins liés ont laissé des traces, et les alliances ne sont désormais plus basées sur les anciennes équipes.
L'épreuve de confort s'annonce et les candidats reçoivent une cible pour s'entraîner au tir à l'arc. Maxime, qui la découvre le premier, en profite pour s'entrainer avant le réveil des autres. L'épreuve est disputée par deux équipes de cinq composées par deux capitaines tirés au sort, Steeve et Aurélien : tour à tour, chaque aventurier affronte un candidat de l'équipe adverse, et celui dont la flèche est la plus éloignée du centre est éliminé de l'épreuve. L'épreuve continue jusqu'à ce que tous les membres d'une équipe soient éliminés, donnant la victoire à l'autre équipe. Cyril élimine Clo, Aurélien élimine Nicolas, Steeve élimine Mohamed, Maud élimine Angélique. Cindy crée la surprise en éliminant Maxime qui est pourtant moniteur de tir à l'arc. Steeve élimine ensuite Aurélien, et il ne reste que Cyril dans l'équipe verte. Il perd face à Maud, et l'équipe de Steeve, Nicolas, Cindy, Maud et Clo remporte finalement l'épreuve.
Ils gagnent ainsi le droit de partager une journée la vie d'une famille fidjienne, descendants assumés de vrais cannibales. Ils partagent un jus de canne à sucre et apprennent à tresser une natte avec les femmes. Nicolas est submergé par l'émotion pendant que Steeve demande en plaisantant s'il y a une femme célibataire qui accepterait de l'épouser. Ils assistent à la préparation du lovo, un repas traditionnel cuit sous un feu. Ils se régalent de poissons, manioc, coco sous différentes formes. Après le repas, ils partent assister à la cérémonie des marcheurs de feu : des Fidjiens en costumes traditionnels marchent sur des pierres brulantes. Ils passent la nuit sur des matelas à l'abri dans une cabane.
Pendant ce temps, Maxime, très vexé, ne cache pas son hostilité envers Cindy, et tente de rallier Mohamed et ses deux votes à sa cause. Il craint que Steeve ne se rallie au groupe de Cindy. Formant une nouvelle alliance avec Angélique et Aurélien, ils partent ensemble chercher un collier d'immunité. Mohamed, affamé, accompagne Cyril relever le filet de pêche, qui est vide. Cyril essaie de lui remonter le moral. 
Une forte pluie s'abat sur le campement pendant la nuit, et certains aventuriers en souffrent, notamment inquiets à l'idée de perdre le feu. Aurélien et Cyril déménagent avec le feu dans la caverne. Les 5 aventuriers absents rentrent avec une grande natte offerte par leurs hôtes et décrivent leur expédition.
L'épreuve d'immunité arrive : les aventuriers, les yeux bandés, doivent reproduire à l'aveugle une figure composée de neuf pièces de bois. Maxime remporte l'épreuve et le totem d'immunité, suivi par Clo, Cyril, Steeve, Nicolas, Angélique, Cindy, Aurélien et Mohamed, Maud finit dernière et reçoit une voix d'office contre elle au conseil. La victoire de Maxime remet en cause les stratégies, celui-ci étant devenu la principale cible de ses compagnons d'aventure.
En prévision d'une nouvelle nuit d'orage, tout le monde fait provision de bois, sauf Nicolas. Les aventuriers décident de se scinder en deux groupes car la cabane ne peut abriter que cinq personnes. L'autre groupe emporte la natte dans la caverne. Cela permet de séparer Cindy et Maxime, qui ne peuvent plus se supporter.
Lors du conseil, les reproches fusent contre Maxime, dont le comportement agace la plupart des aventuriers restants. Finalement, Angélique est éliminée avec 6 voix contre elle, Maud et Aurélien recevant chacun 3 votes contre eux. En partant, elle regrette que certains candidats qu'elle juge moins méritants restent, et que Steeve ne lui ait pas donné son collier d'immunité. Elle donne son vote noir à Aurélien pour le prochain conseil.

### 11eépisode: L'affaire du courrier
Cet épisode a été diffusé le 24 mai 2019.
Maxime tente de tenir compte des critiques qu'il a reçues au conseil en se montrant moins sérieux, Cindy et Clo doutent de la sincérité de son attitude.
L'épreuve de confort est un classique de Koh-Lanta : l'épreuve des sacs. Steeve et Cindy sont éliminés au premier tour, puis Cyril et Clo au deuxième tour, et Nicolas et Maud au troisième tour. Maxime remporte finalement l'épreuve face à Mohamed et Aurélien. Il a droit de profiter de la récompense avec un deuxième aventurier, et choisit Mohamed, arrivé deuxième à l'épreuve. Ils profitent ainsi d'une douche avec savon, de massages fidjiens et d'un plateau d'une vingtaine de pâtisseries, qu'ils ont un peu de mal à terminer (mais ils finissent par y arriver).
Nicolas ne décolère pas d'avoir reçu un sac de la part de Cyril lors du jeu, et le lui reproche longuement.
Sur le camp, au 30e lever du soleil, une bouteille s'échoue sur la plage. Il s'agit de l'annonce de la présence du courrier et de nourriture sur une île en face de celle du camp réunifié. Les naufragés décident de faire un tirage au sort pour déterminer qui est prioritaire pour recevoir son courrier, alors que Nicolas et Mohamed sont contre ce principe, étant parents de jeunes enfants et souhaitant recevoir des nouvelles.
Steeve et Cyril sont volontaires pour aller à la nage sur l'île. Arrivés sur place, ils découvrent une malle contenant une enveloppe de courrier pour chacun des naufragés, et de la nourriture. Mais pour les récupérer, ils doivent trouver 10 amulettes en moins d'une heure, à cinquante pas autour de la malle, chaque amulette correspondant à un courrier ou une quantité de nourriture. Cyril en trouve quatre, Steeve une : ils doivent donc faire le choix difficile de laisser des courriers sur place. C'est pourquoi ils ne prennent que trois courriers (ceux des femmes, arrivées devant au tirage au sort), ainsi qu'un sac de 500 g de riz et un sac de 500 g de pâtes. De retour sur le camp, Mohamed et Nicolas ne comprennent pas cette décision, influencée par Cyril. Mohamed, qui n'a pas eu de nouvelles de sa famille depuis 30 jours, s'emporte excessivement contre Cyril, et rallie d'autres aventuriers afin de l'éliminer au conseil. Nicolas s'en prend ensuite à Aurélien, qui lui a fait remarquer qu'il ne s'était pas proposé pour y aller. Steeve, en public, soutient le choix de Cyril mais lorsqu'il est avec Nicolas et Mohamed, sa position est plus ambigüe.
L'épreuve d'immunité consiste à tenir incliné sur le bout d'un ponton à une corde le plus longtemps possible. La corde ne cesse de se rallonger, rendant l'épreuve plus difficile. Clo est la première éliminée suivie de Maud, Aurélien, Cindy, Mohammed, Steeve et Nicolas. Cyril et Maxime sont les deux derniers aventuriers en course, et c'est ce dernier qui remporte une nouvelle fois l'immunité.
Cyril sentant le vent tourner contre lui, prépare une contre-attaque contre Mohamed et propose à Aurélien et Maud de l'éliminer, en jouant son collier d'immunité. Le conseil arrivé, Cyril sort son collier à la surprise générale, hormis Maud déjà au courant. Ainsi, six votes contre lui ne sont pas pris en compte. Ceux de Maud, Cyril et d'Aurélien (qui bénéficiait du vote noir d'Angélique) suffisent à éliminer Mohamed, qui confie son vote noir à Maxime.

### 12eépisode: La chute de Maxime
Cet épisode a été diffusé le 31 mai 2019.
À l'issue du dernier conseil, il ne reste que 8 aventuriers. La plupart des aventuriers ont été très surpris de voir que Cyril possédait un collier d'immunité. Certains sont admiratifs envers sa stratégie, notamment Cindy.
L'épreuve de confort est une épreuve d'équilibre, où les candidats doivent tiennent sur une planche verticale où se trouvent 18 taquets, qu'ils doivent enlever un à un sans tomber. Maud se blesse à une côte en chutant, mais n'est pas inquiétée par un possible départ sur avis médical. À la fin de l'épreuve, les aventuriers restants ne tiennent plus qu'à la force de leurs bras. Cindy est la première à tomber, puis Maud, Clo, Nicolas et Steeve Maxime gagne encore cette épreuve devant Aurélien. Il va partir à la pêche et profiter ainsi d'un repas, une récompense qu'il choisit de partager avec Steeve.
Pendant que Maxime et Steeve profitent de leur confort sur un petit bateau de pêche, sur lequel Steeve attrape un beau poisson, qu'ils dégustent, ainsi qu'un second, offert par les pêcheurs, sur une plage, agrémenté de légumes, de citron vert et de sauces.
Cyril et Aurélien partent pêcher au harpon, et finissent par rapporter un petit poisson, ce dont Cyril est très fier, mais dont il s'amuse avec les autres. Les alliances continuent à évoluer. Clo est partagée, ayant donné son accord à Maxime mais aussi à Cindy, alors que ces deux aventuriers continuent à s'opposer.
Au 33e jour, un message vient surprendre les aventuriers. L'épreuve du jour n'est pas une épreuve d'immunité mais une épreuve éliminatoire : l'aventurier qui finit dernier est éliminé sur-le-champ. Ils disposent de 11 pièces pour reconstituer une vague avec une ligne continue. Steeve remporte l'épreuve en 2 min 30 s, suivi par Aurélien, Maxime, Maud et Clo. Après plus d'une demi-heure d'épreuve, Cyril se qualifie à son tour, puis Cindy prend finalement la dernière place qualificative, éliminant Nicolas de l'aventure.
Maxime trouve un beau plant de manioc et les 7 aventuriers restant mangent à leur faim.
Au 34e jour de l'aventure, les stratégies s'affinent, surtout contre Maxime dont les multiples victoires font peur à tout le monde, mais également contre Aurélien dans le cas où Maxime viendrait à nouveau à remporter l'immunité. Maxime est conscient qu'il n'a pas le droit à l'erreur. Pour l'épreuve d'immunité, les candidats vont devoir tenir le plus longtemps possible enlacés à un poteau. Alors que Cyril, Maxime et Aurélien sont encore à la lutte pour le totem, Maxime finit par tomber, et Aurélien remporte sa première épreuve après plusieurs secondes places.
Maxime sait qu'il va recevoir la majorité des votes, et son dernier espoir est de proposer une alliance à Steeve dans le but que celui-ci lui donne son collier d'immunité. Cependant, Steeve décide de garder son collier au conseil, et Maxime est éliminé à l'unanimité, ayant utilisé le vote noir de Mohamed pour voter deux fois contre Cyril. Il donne son vote noir à Clo.

### 13eépisode: Le sprint avant la finale: Cyril ou Clo?
Cet épisode a été diffusé le 14 juin 2019.
Six aventuriers espèrent décrocher une des cinq places en finale. Cependant, Cindy et Steeve ayant un collier, ils sont virtuellement qualifiés pour la finale. La bonne humeur est de mise, tous étant déjà heureux d'être arrivés jusque là, et l'élimination de Maxime ayant donné ses chances à tout le monde. C'est sans vraie surprise qu'il est accueilli par le jury final. Si la plupart sont déçus de le voir arriver, Frédéric quant à lui jubile, n'ayant jamais caché son mépris pour Maxime.
Lors de la dernière épreuve de confort, les aventuriers voient tous arriver un de leurs proches : Diane, la compagne d'Aurélien ; Jean-Luc, le mari de Maud ; Hugo, le fils de Steeve ; Thomas, le compagnon de Cyril ; Hugues, le père de Clo ; et Thomas, le compagnon de Cindy. Les six aventuriers disputent le "jeu du pendule" : chaque aventurier possède deux sculptures, que les autres vont devoir détruire au moyen d'une masse suspendue pour les éliminer de l'épreuve. Aurélien est éliminé le premier, suivi par Cyril, Maud et Clo. Steeve l'emporte finalement sur Cindy, et gagne le droit de passer une journée et une nuit dans une villa avec son fils Hugo. Il peut également donner la possibilité à un autre aventurier de partager un repas avec son proche : il choisit de l'offrir à Cindy et son compagnon Thomas.
Pendant que Steeve, après un bon repas avec son fils, dort dans u bon lit, la nuit sur le camp est perturbée par la visite de rats, que Clo envisage de manger si l'occasion se présente. Après un petit-déjeuner roboratif, Steeve déclare que s'il a la chance de remporter l'épreuve d'immunité, il donnera son collier à Clo.
L'épreuve d'immunité est un parcours d'équilibre en plusieurs parties, qui élimine un aventurier à l'issue de chaque étape. La première étape est un pont de singe. Maud est la première éliminée. La deuxième étape, une poutre, cause le départ de Cindy. Cyril échoue sur la troisième, des planchettes coulissantes le long de deux cordes. La quatrième étape, un tube en zigzag, sonne la fin du parcours de Clo. Les deux finalistes doivent s'affronter sur l'intégralité du parcours, plus une cinquième étape, une sangle tendue. Aurélien, le cascadeur, qui est arrivé premier lors de chacune des manches précédentes, s'impose facilement devant Steeve et gagne sa place pour la finale.
Au matin du 37e jour, les aventuriers découvrent un miroir et un pèse-personne. Cyril a perdu 15 kg pendant cette aventure, Clo en perdu 8, Maud 12, Steeve 15, Aurélien 10 et Cindy 12. Cyril est conscient de sa situation précaire au conseil, car il est considéré comme une menace pour l'épreuve d'orientation après sa prestation lors de la recherche des amulettes lors de l'épisode du courrier. Il joue son va-tout auprès de Cindy en se présentant comme déjà condamné et en tentant de la convaincre de ne pas voter contre lui par amitié. En votant avec Maud et Aurélien contre Clo, il espère ainsi provoquer une égalité contre le vote de Steeve et les deux votes de Clo, afin que le tirage au sort le départage avec Clo.
Lors du conseil, le plan de Cyril fonctionne car Cindy a voté contre Maud, et le vote donne une égalité entre Cyril et Clo, qui est réitérée lors du second scrutin où le vote noir n'est plus utilisable, remplacé par celui de Cindy, vexée de s'être fait manipuler. Le tirage au sort décide donc de l'élimination, et c'est Cyril qui tire la boule noire et est éliminé aux portes de la finale. Il part sans regret, conscient d'avoir fait tout ce qu'il pouvait pour sauver sa place.

### 14eépisode: Une finale féminine
Cet épisode a été diffusé le 21 juin 2019.
Lors de l'arrivée de Cyril à la résidence du jury final, l'accueil est glacial car l'affaire du courrier est restée dans toutes les têtes. Frédéric ne comprend pas l'attitude des autres membres du jury. Sur le camp, le conseil de la veille a laissé des traces dans les esprits des finalistes, surtout pour Clo qui a frôlé l'élimination après que Cindy s'est laissé convaincre de ne pas voter pour Cyril. En prévision de l'épreuve d'orientation, Cindy, Clo et Steeve se mettent d'accord pour chercher trois repères différents et tenter de finir ensemble sur les poteaux.
Lors de l'épreuve d'orientation, trois poignards sont cachés autour de trois éléments remarquables : une pierre rouge, une termitière et un arbre blanc. Avant de partir, tous les aventuriers essaient de mémoriser les couleurs correspondant aux points cardinaux. Aurélien et Cindy se dirigent vers la pierre rouge, Clo et Maud vers la termitière, tandis que Steeve est le seul à chercher l'arbre blanc.
Maud trouve rapidement la termitière, et Aurélien et Cindy la pierre rouge, alors que Steeve et Clo mettent plus de temps à trouver leurs points de repère respectifs. Maud est la première à trouver une balise, mais elle n'est plus sûre d'avoir correctement mémorisé les directions et revient à la table d'orientation, pendant que Clo est sur ses pas. Steeve trouve également sa balise, et est le premier à trouver son poignard, se qualifiant pour les poteaux et remportant l'épreuve d'orientation en 1 h 59 min.
Cindy et Aurélien trouvent leur balise à peu de temps d'intervalle et se mettent à la recherche du poignard. Cindy devance finalement Aurélien et est la deuxième qualifiée pour l'épreuve des poteaux, tandis qu'Aurélien doit se rabattre sur le dernier poignard que cherchent déjà Maud et Clo. Il trouve rapidement le point de repère et la balise, mais c'est finalement Maud qui trouve le poignard et prend la dernière place sur les poteaux, éliminant ainsi Aurélien et Clo.
Au matin du 39e et dernier jour de l'aventure, Denis Brogniart rejoint les trois derniers finalistes sur leur campement afin de faire le point sur l'aventure qu'ils ont vécu et leurs motivations. Puis la mythique épreuve des poteaux a lieu, sur la même plage où elle avait eu lieu le premier jour entre l'ensemble des 21 candidats de la saison.
Après 1 h 30 min, Steeve est le premier à tomber après que les aventuriers aient retiré la partie avant du poteau. Puis, au moment de retirer la dernière partie amovible des poteaux au bout de 2 h d'épreuve, Maud commet l'erreur de déclencher le mécanisme avant le signal de Denis Brogniart, ce qui la fait tomber avant Cindy, qui remporte donc l'épreuve.
Elle choisit Maud pour l'accompagner en finale afin de conserver une chance de gagner, par rapport à Steeve qu'elle estime bien plus populaire auprès du jury final. Cindy et Maud constituent ainsi la première finale féminine de Koh-Lanta depuis 16 ans, après Delphine et Isabelle lors de la saison 3.
L'ultime conseil est l'occasion de certains règlements de compte, notamment une nouvelle fois entre Cyril et Mohamed. Les jurés admettent avoir été surpris par les deux finalistes, Maud qui est la première femme de plus de 50 ans à atteindre la finale, et Cindy qui a tenu jusqu'au bout alors qu'elle éprouvait des difficultés en survie en début d'aventure. Tous les membres du jury votent, avant que Denis Brogniart ne scelle l'urne avant le dépouillement en direct le soir de la finale.
Pendant l'émission en plateau, Cindy annonce être enceinte de 6 mois d'une petite fille, et son futur mariage avec son compagnon Thomas. Le dépouillement a finalement lieu, et les votes sont très serrés, Cindy et Maud recevant chacune 6 voix. Tout se joue sur le dernier bulletin, et c'est Maud qui est désignée grande gagnante de Koh-Lanta, remportant ainsi 100 000 € qu'elle compte notamment utiliser afin de réaliser son rêve de gravir l'Everest et les sept plus hauts sommets du monde.

## Audiences et diffusion
Cette saison a été suivie, en moyenne, par 4 334 000 téléspectateurs soit 22,9 % du public de 4 ans et plus.
| Émission    | Jour et horaire de diffusion           | Audience  | Part de marché (sur les 4 ans et plus) | Classement des audiences | Références        |
| ----------- | -------------------------------------- | --------- | -------------------------------------- | ------------------------ | ----------------- |
| 1           | Vendredi 15 mars 2019 (21:00 - 23:40)  | 5 646 000 | 29,3 %                                 | 1er                      | [réf. nécessaire] |
| 2           | Jeudi 21 mars 2019 (21:00 - 23:30)     | 3 690 000 | 19,8 %                                 | 1er                      | [réf. nécessaire] |
| 2           | Vendredi 22 mars 2019 (21:00 - 23:30)  | 719 000   | 3,8 %                                  | 10e                      | [ 52 ]            |
| 3           | Vendredi 29 mars 2019 (21:00 - 23:30)  | 4 691 000 | 25,0 %                                 | 1er                      | [réf. nécessaire] |
| 4           | Vendredi 5 avril 2019 (21:00 - 23:30)  | 4 803 000 | 24,8 %                                 | 1er                      | [réf. nécessaire] |
| 5           | Vendredi 12 avril 2019 (21:00 - 23:15) | 4 794 000 | 24,0 %                                 | 1er                      | [réf. nécessaire] |
| 6           | Vendredi 19 avril 2019 (21:00 - 23:15) | 4 404 000 | 22,8 %                                 | 1er                      | [ 53 ]            |
| 7           | Vendredi 26 avril 2019 (21:00 - 23:45) | 4 162 000 | 22,4 %                                 | 2e                       | [ 54 ]            |
| 8           | Vendredi 3 mai 2019 (21:00 - 23:05)    | 4 530 000 | 21,6 %                                 | 1er                      | [ 55 ]            |
| 9           | Vendredi 10 mai 2019 (21:00 - 23:20)   | 4 301 000 | 20,6 %                                 | 2e                       | [ 56 ]            |
| 10          | Vendredi 17 mai 2019 (21:00 - 23:20)   | 4 191 000 | 21,2 %                                 | 2e                       | [ 57 ]            |
| 11          | Vendredi 24 mai 2019 (21:00 - 23:40)   | 4 207 000 | 22,7 %                                 | 1er                      | [ 58 ]            |
| 12          | Vendredi 31 mai 2019 (21:00 - 23:05)   | 3 644 000 | 21,6 %                                 | 1er                      | [ 59 ]            |
| 13          | Vendredi 14 juin 2019 (21:00 - 23:30)  | 4 017 000 | 22,3 %                                 | 1er                      | [ 60 ]            |
| 14 (Finale) | Vendredi 21 juin 2019 (21:00 - 00:15)  | 3 606 000 | 22,9 %                                 | 1er                      | [ 61 ]            |

Légende :
- Plus hauts chiffres d'audiences
- Plus bas chiffres d'audiences
- Diffusion spéciale